# Ел Лимон, Ел Лимонсито (Виља де Алварез)
Ел Лимон, Ел Лимонсито (шп. El Limón, El Limoncito) насеље је у Мексику у савезној држави Колима у општини Виља де Алварез. Насеље се налази на надморској висини од 825 м.

## Становништво
Према подацима из 2010. године у насељу је живело 7 становника.

### Хронологија
| Година       | 2000 | 2005        | 2010 |
| ------------ | ---- | ----------- | ---- |
| Становништво | 5    | 16 (6 / 10) | 7    |

### Попис
| # | Индикатор                     | Вредност |
| - | ----------------------------- | -------- |
| 1 | Укупно домаћинстава           | 3        |
| 2 | Укупно насељених домаћинстава | 1        |
| 3 | Величина локације             | 1        |